# إرزي (زاكموزن)
إرزي هو دُوَّار يقع بجماعة زڭموزن، إقليم تارودانت، جهة سوس ماسة في المملكة المغربية. ينتمي الدوّار لمشيخة زاكموزن التي تضم 31 دوار. يقدر عدد سكانه بـ 231 نسمة حسب الإحصاء الرسمي للسكان والسكنى لسنة 2004.

## روابط خارجية
- البوابة الوطنية للجماعات الترابية
- المندوبية السامية للتخطيط